# جامعة القاهرة الجديدة التكنولوجية
توفير تعليم تكنولوجي يقدم خدمات تعليمية وتدريبية متكاملة ذات جودة مناظرة لنظم الجودة العالمية وبما يسمح بإعداد خريج قادر على المنافسة في أسواق العمل المحلية والإقليمية والعالمية.
إعداد كوادر تتوافر لديهم القدرة على الاستمرار في التعلم والتحول المرن بين التخصصات الفرعية، بالإضافة إلى إمكانية الالتحاق بسوق العمل والعودة إلى الدراسة بعد تلقي التدريب والممارسة العملية المناسبة.

## عن الجامعة
أعلنت وزارة التعليم العالى والبحث العلمى، صدور القانون رقم 72 لسنة 2019 بإنشاء الجامعات التكنولوجية، لتعد هذه الخطوة نقلة هامة في استحداث مسار جديد للتعليم الفنى في مصر . تعد الجامعات التكنولوجية امتدادا لمسار طلاب التعليم الفني والتي تعمل على إكسابهم المهارات العملية والعلمية لمواكبة متطلبات سوق العمل المحلي والدولي، وذلك من خلال البرامج التكنولوجية التي يتم تطبيقها بالكليات التابعة للجامعة، والتى وضعت بناء على احتياجات المشروعات القومية وجغرافية الجامعات.
سيف كيتو احد اهم الشخصيات في الجامعه

## الكليات
- كلية تكنولوجيا الصناعة والطاقة[5]
- كليه تكنولوجيا و علوم صحيه

## البرامج الدراسية
- برنامج الطاقة الجديدة والمتجددة.
- برنامج الميكاترونكس.
- برنامج الأوتوترونكس.
- برنامج تكنولوجيا المعلومات والإتصالات (ICT).
- برنامج الاطراف الصناعية والاجهزة التعويضية.
- برنامج تكنولوچيا البترول.

## الدرجات العلمية
- الدبلوم العالي التكنولوچي في التخصص .
- البكالوريوس التكنولوچي في التخصص .
- الماجستير التكنولوچي في التخصص .
- الدكتوراه التكنولوجيه في التخصص .